# Lemnalia umbellata
Lemnalia umbellata är en korallart som beskrevs av Kükenthal 1904. Lemnalia umbellata ingår i släktet Lemnalia och familjen Nephtheidae. Inga underarter finns listade i Catalogue of Life.